# إيميلي لي بيناك
إيميلي لو بيناك (بالفرنسية: Émilie Le Pennec)‏ هي لاعبة جمباز فني فرنسية ولدت في يوم 31 ديسمبر 1987 في باريس. أبرز إنجازاتها هو فوزها بالميدالية الذهبية في دورة الألعاب الأولمبية الصيفية 2004 في أثينا في مسابقة العمود الغير المستوي. كما فازت بميدالية ذهبية وبرونزية في بطولة أوروبا.